# رنگ‌های بی‌شمار جهان فانتوم
رنگ‌های بی‌شمار جهان فانتوم (無彩限のファントム・ワールド Musaigen no Fantomu Wārudo) یک لایت ناول فانتزی ژاپنی به قلم سویچیرو هاتانو و طراحی شیرابی است. بر اساس این رمان یک مجموعه تلویزیونی انیمه نیز به کارگردانی تاتسویا ایشیهارا، توسط استودیوی کیوتو انیمیشن دستمایه اقتباس قرار گرفت که از ۷ ژانویه تا ۳۱ مارس ۲۰۱۶ در شبکه‌های آساهی برادکستینگ، توکیو ام‌ایکس و بی‌اس۱۱ پخش شد.

## داستان
در آینده‌ای نه چندان دور، در دنیای ساخته تخیل انسان‌ها، ارواح و هیولاهایی پدیدار شدند که آن‌ها را با عنوان «فانتوم» خطاب می‌کردند. در این میان انتشار تصادفی یک ویروس آزمایشی باعث شیوع بیماری شد که به موجب آن تغییر شیمیایی در مغز تمام افراد جهان رخ داد. این مسئله به آن‌ها اجازه مشاهده و درک این موجودات فرابُعدی را می‌داد. اگرچه اکثر فانتوم‌ها بی‌خطر به حساب می‌آمدند، اما برخی از آن‌ها نیز خطرناک بوده و به عنوان تهدیدی برای بشریت به‌شمار می‌رفتند. هاروهیکو ایچیجو، دانش‌آموز سال اول در آموزشگاه «هوسئا»، قدرت احضار یا مهر و موم فانتوم‌ها را توسط کشیدن پیش‌طرح آن‌ها داشت، همراه با مائی کاواکامی که توانایی خلق پنج عنصر را داشت، رینا ایزومی با قابلیت ارواح خواری و کویتو میناسه که با فانتوم‌ها به صورت انفرادی نبرد می‌کرد، به جنگ این هیولاهای خطرناک می‌رفتند. آن‌ها فراز و نشیب‌های زندگی در مدرسه را تجربه کردند تا اینکه اتفاقی ناگهانی منجر به آشکار شدن حقیقت این جهان شد.